# Emily Strange

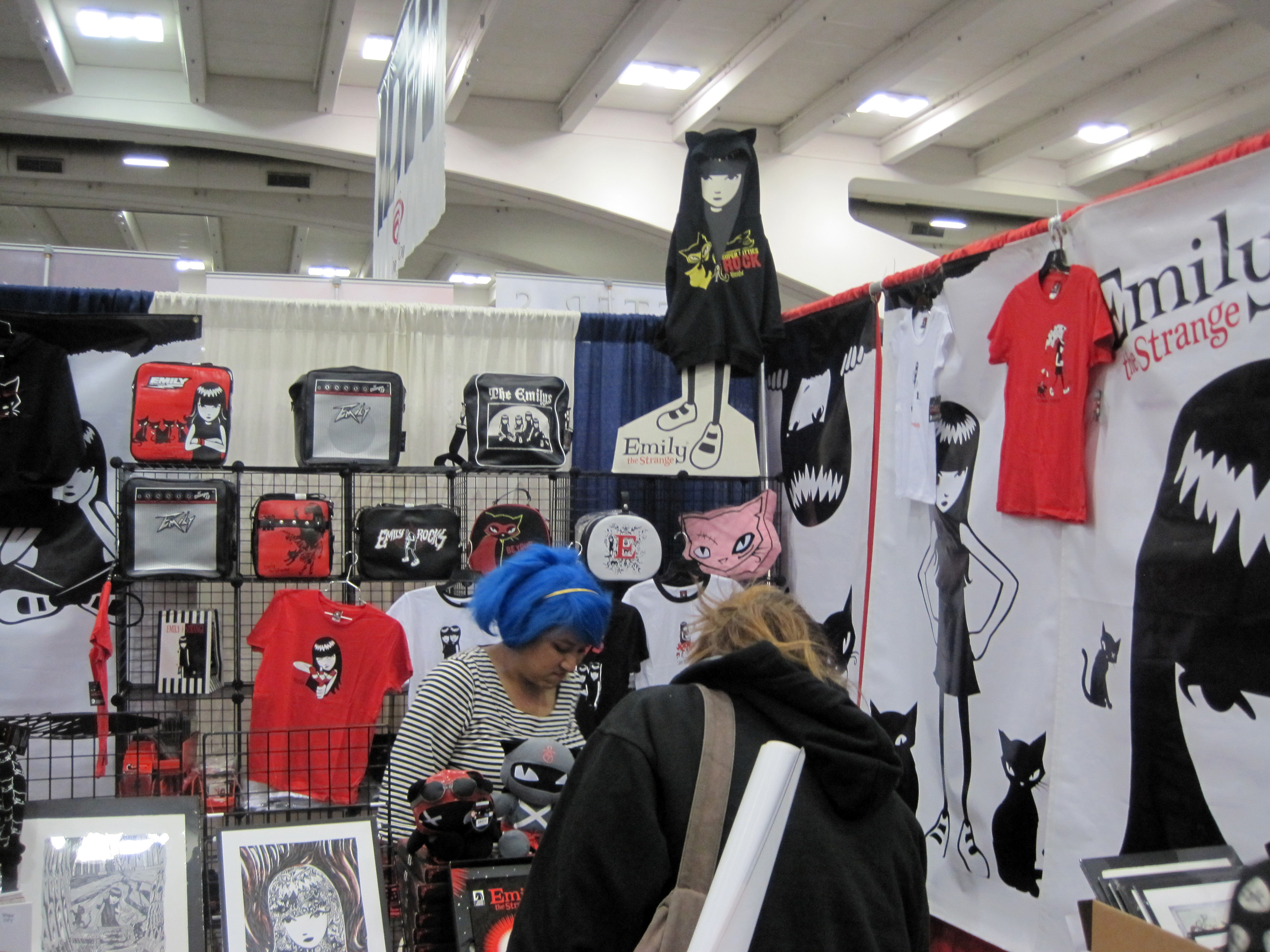
Verkaufsstand mit Emily-the-Strange-Artikeln

Emily Strange (auch Emily the Strange) ist eine Comicfigur und eine Schöpfung der Gruppe cosmic debris, die sich 1993 um Rob Reger in Santa Cruz bildete. Emilys künstlerische Väter sind Rob Reger und Buzz Parker.
Zunächst wurden T-Shirts und andere Merchandising-Produkte mit Emily-Motiven gestaltet, erst später kamen auch Comics hinzu. Die Zeichnungen der Comics sind schwarz-weiß mit einer zusätzlichen Schmuckfarbe (rot oder rosa) gedruckt, die festen Einbände sind mit einem Glanz- und Prägedruck gestaltet. Mittlerweile erhielt Emily von Epiphone auch eine eigene Gitarre mit einer speziell ihr gewidmeten Lackierung.

## Charakterbeschreibung

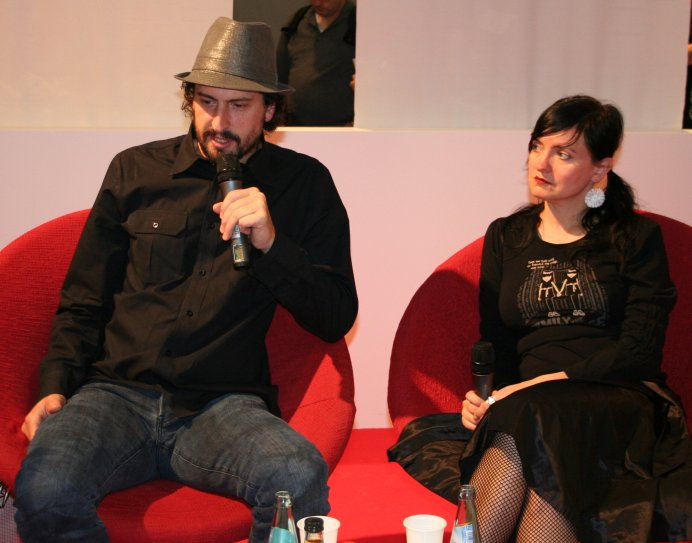
Emily-Strange-Erfinder Rob Reger (li.) mit Texterin Jessica Gruner

Emily Strange ist ein 13 Jahre altes Mädchen mit langen schwarzen Haaren, schwarzem Kleid, schwarzen Strumpfhosen, Mary-Jane-Schuhen und einem ausgeprägt ernsten Gesichtsausdruck. Sie geht in Begleitung ihrer vier schwarzen Katzen durch das Leben. Sabbath ist ein Eigenbrötler, Miles die schnellste Katze der Stadt, Nee-Chee ein Nihilist und Mystery ist die Anführerin der Gruppe, die eine sehr enge Beziehung zu Emily hat.
Emilys Weltbild ist düster und pessimistisch. Sie ist unangepasst und hat wenig Kontakt zu anderen Menschen und auch kein Bedürfnis diese Situation zu ändern. Aufgrund des Aussehens der Figur, besonders der typischen 1950er-Jahre-Frisur (wie zum Beispiel Bettie Page) sowie den mädchenhaften Mary-Jane-Schuhen, werden die Emily-Artikel häufig zur Rockabilly-Mode gezählt. Die große Nachfrage nach den Kleidungsstücken führte dazu, dass die originalen Produkte von cosmic debris schwer zu erhalten sind, häufig werden preiswertere Noname-Kopien angeboten.
Die Figur der Emily Strange wurde sowohl von linksextremistischen Gruppierungen als auch 2005 von der rechtsextremistischen „Mädelgruppe“ der Kameradschaft Tor in Berlin illegal zu Werbezwecken verwendet.
Ein ähnlicher Charakter, der allerdings weniger aggressiv dargestellt wird, ist die Figur Ruby Gloom.
Unter Beteiligung von Mike Richardson, Comic-Verleger und Produzent von Filmen wie Hellboy, ist eine Verfilmung von Emily the Strange in Planung.

## Kritik
Der Charakter Emily weist sehr große Ähnlichkeit mit dem Charakter Rosamond aus den Nick-Nase-Büchern von Marjorie Weinman Sharmat auf. Die Verantwortlichen dieser Bücher haben für ihren Charakter aber niemals Geld gesehen.

## Veröffentlichung
Bisher erschienen fünf Bände mit der Figur. Die ersten vier wurden in Deutschland vom Achterbahn Verlag herausgegeben, hier unter den Titeln Emily the Strange - Vorsitzende der Gelangweilten, Emily the Strange - Das Cover ist WEG, Emily the Strange - Es werde Dunkel und Emily rockt. Zudem erschien 2009 der Roman Die verschwundenen Tage, in dem Emily Strange das Gedächtnis verloren hat und versucht, mehr über sich und ihre Herkunft herauszufinden. Im darauf folgenden Jahr wurde unter dem Titel Es wird immer seltsamer ein weiterer Roman veröffentlicht. In diesem Buch dupliziert Emily sich, was einige Konsequenzen mit sich bringt. Ein dritter Roman erschien unter dem Titel Finstere Zeiten.
Im Juli 2011 erschien ein Videospiel mit dem Titel Emily the Strange - Skate Strange für Mac OS X und Windows, das später auch für iPhone und Android Smartphones umgesetzt wurde.